# Neokreacionizmus
A neokreacionizmus célja a kreacionizmus gondolatait olyan formába átfogalmazni, amely a laikus nagyközönség, a politikai döntéshozók, az oktatók és a tudományos közösség számára könnyebben elfogadható. A neokreacionisták, élet eredetéről szóló vitát tudományos szóhasználattal és a Bibliára való utalások nélkül igyekeznek lefolytatni.
Mindez az Egyesült Államok legfelsőbb bíróságának 1987-es Edwards kontra Aguillard perben hozott ítéletére vezethető vissza, amelyben a kreacionizmus, mint alapvetően vallásos koncepció tanítását az állam és egyház szétválasztásának alkotmányos elvére hivatkozva betiltották az USA állami iskoláiban.
A tudományos kreacionista elődjeikkel ellentétben állításuk szerint nem hisznek a kreacionizmus hagyományos elveiben, mint amilyen a fiatal föld kreacionizmus, vagy a Biblia dogmatikus értelmezése.
A neokreacionizmus egyik legfontosabb állítása, hogy a naturalizmus valójában nem más, mint egy dogmatikusan ateista vallás.
Szerintük a tudományos módszer kizárja a jelenségek olyan magyarázatatait, amelyek természetfeletti erők jelenlétére mutatnak.
A neokreacionizmus érvrendszerének egy jelentős részét hívei tudományos elméletnek tartják, illetve mutatják be.
Az Egyesült Államokban a neokreacionizmus leginkább ismert formái az elsősorban a Discovery Institute köré szerveződött értelmes tervezés (intelligent design) mozgalom és a Abrupt Appearance Theory (hirtelen megjelenés elmélete). 
A neokreacionizmus valamennyi válfajára jellemző a naturalizmus elutasítása, általában a szupernaturalizmus hallgatólagos beismerésével, illetve az általuk "darwinizmus"-nak nevezett elmélet nyílt és gyakran heves ellenzése, mely alatt legtöbbször az evolúciót értik, ám néha ide sorolják az abiogenezist, a csillagfejlődést vagy az ősrobbanás elméletét is.
A neokreacionisták ezen kívül azt is állítják, hogy a naturalista tudomány mint ateista képződmény  társadalmi feszültségekhez, családok felbomlásához és nihilizmushoz vezet.

## Külső hivatkozások
- The Institute For Neo-Creationism
- Massimo Pigliucci's website at SUNY-Stony Brook
- Life in the Big Tent: Traditional Creationism and the Intelligent Design Community Paul A. Nelson. Christian Research Institute
- Answers in Genesis
- Baraminology Study Group Archiválva 2006. december 6-i dátummal a Wayback Machine-ben
- Institute for Creation Research
- Protestáns Teremtéskutató Kör Archiválva 2006. augusztus 7-i dátummal a Wayback Machine-ben
- Magyar Keresztény Tudományos Társaság